# Roger Bédard
Pour les articles homonymes, voir Bédard.
Roger Bédard (né le 5 mars 1925 à Granby, dans la province de Québec, au Canada — mort le 5 octobre 2003) est un joueur et un entraîneur professionnel canadien de hockey sur glace.

## Biographie
Né en 1925 à Granby, Roger Bédard y exerce le métier de commerçant pendant près de 40 ans tout en jouant au hockey.
Entre 1942 et 1952 il joue principalement dans les ligues américaines (EHL et LAH). Il joue également deux saisons dans la LHSQ avec les Shawinigan Falls Cataracts de Shawinigan entre 1951 et 1953.
Il revient dans les années 1960 comme entraîneur, d'abord avec les Vics de Granby, puis les Petes de Peterborough avant de venir entraîner le Canadien junior de Montréal et le Bleu-Blanc-Rouge de Montréal. Il a fait partie de l'organisation des Canadiens de Montréal pendant plus de 20 ans.

## Distinctions

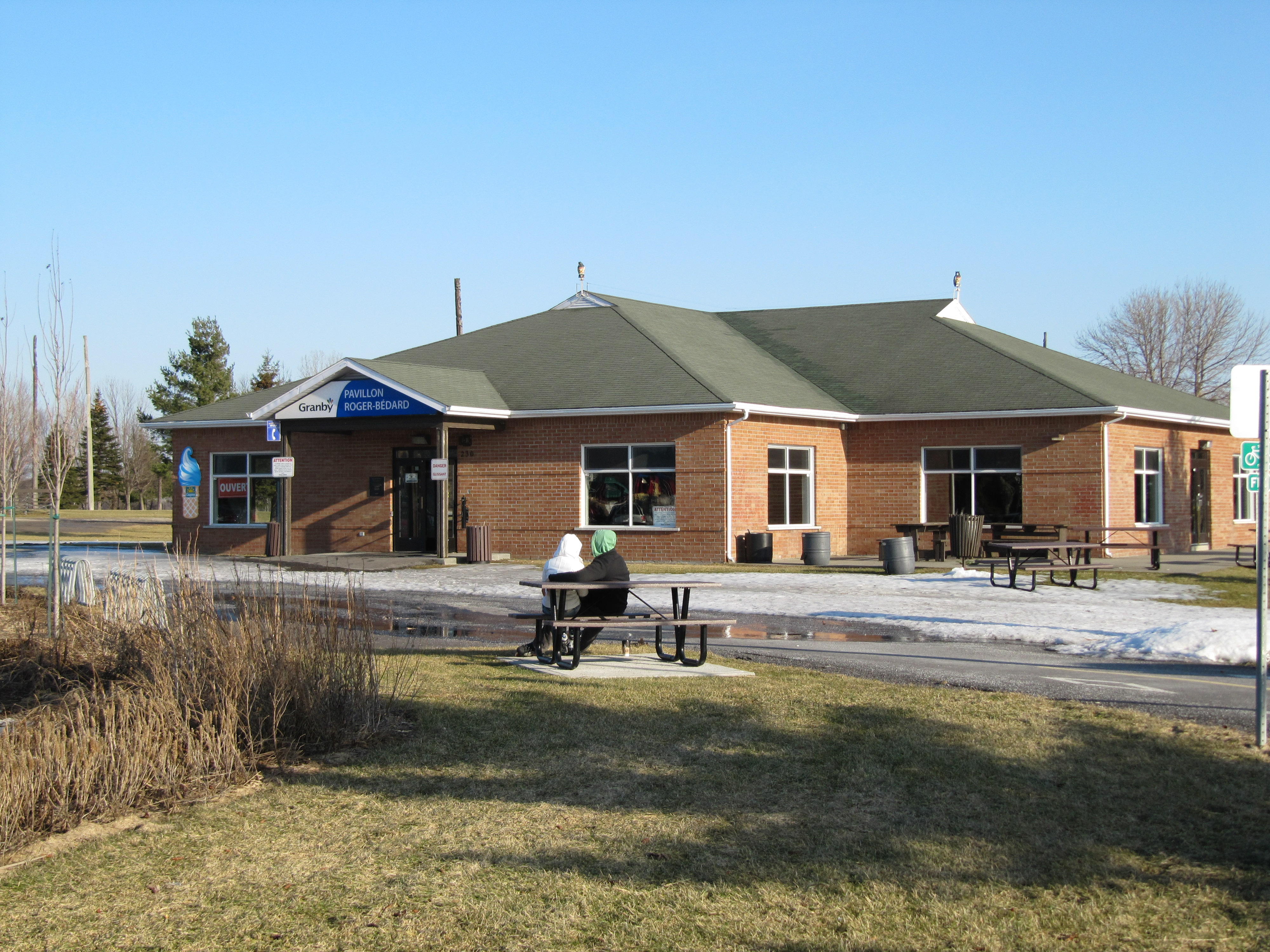
Pavillon Roger-Bédard à Granby

- Intronisé au Panthéon de la Ligue américaine de hockey le 18 octobre 1964[4]
- Coupe Memorial 1969 (À titre d'entraîneur-chef)
- Coupe Memorial 1970 (À titre d'entraîneur-chef)
- 2010 : On renomme le chalet des patineurs du parc Daniel-Johnson à Granby pour pavillon Roger-Bédard[5]